# Altea (kommun)
Altea är en kommun i Spanien.   Den ligger i provinsen Provincia de Alicante och regionen Valencia, i den östra delen av landet, 400 km sydost om huvudstaden Madrid. Antalet invånare är 24 298. Arean är 35 kvadratkilometer. Altea gränsar till L'Alfàs del Pi, Benissa, Calp, Callosa d'En Sarrià, La Nucia och Xaló. 
Terrängen i Altea är platt västerut, men åt nordost är den kuperad.